# Alfrēds Rubiks
Alfrēds Rubiks (né le 24 septembre 1935 à Daugavpils) est un homme politique letton.
Il a servi comme président du Comité exécutif de la cité soviétique de Riga de 1984 à 1990, et est communément appelé « le dernier maire communiste de Riga ».
En tant que chef du Parti communiste de Lettonie en 1991, il s'est opposé à l'indépendance de la Lettonie vis-à-vis de l'Union soviétique, et a été emprisonné en juillet 1995 pour avoir tenté de renverser le nouveau gouvernement démocratique pour sa participation au putsch de Moscou,,.
En dépit de son emprisonnement, Rubiks est candidat en 1996 à l'élection présidentielle lettone, mais perd face à Guntis Ulmanis.
Rubiks est relâché en novembre 1997 pour bonne conduite, mais interdit d'élection nationale.
Le Centre de l'harmonie, coalition à laquelle appartient son parti (le Parti socialiste de Lettonie), recueille 19,6 % des voix aux élections européennes de 2009. Il est élu avec Aleksandrs Mirskis du Parti de l'Harmonie nationale. Il choisit, contrairement à Mirskis qui siège au groupe S&D, de siéger au groupe GUE/NLG.
Le 25 mai 2014, tête de liste du seul Parti socialiste de Lettonie, il n'obtient que 1,54 % des voix et n'est pas réélu.